# Striga pinnatifida
Striga pinnatifida är en snyltrotsväxtart som beskrevs av Getachew Aweke. Striga pinnatifida ingår i släktet Striga och familjen snyltrotsväxter. Inga underarter finns listade i Catalogue of Life.